# Otevřené laboratorní deníky
Otevřené laboratorní deníky, (anglicky open-notebook science), je označení pro online zpřístupnění a sdílení záznamů z výzkumného projektu.  Toto veřejné sdílení je prováděno současně s výzkumnou činností, takže jsou zveřejňovány informace i o právě probíhajících a nedokončených projektech, nikoliv pouze o projektech uzavřených. Veřejnost má přístup k osobním i laboratorním poznámkám výzkumníka, dále také k veškerým výzkumným datům (již zpracovaným nebo nezpracovaným) a dalším souvisejícím materiálům. V těchto zápiscích jsou zahrnuté také tzv. “dark data”, což je označení pro neúspěšné experimenty, včetně těch méně významných, které se běžně nezveřejňují.
Otevřeným deníkem může být jakýkoli druh webové stránky, pokud vyhovuje potřebám badatele a je veřejně dostupný. Cílem sdílení informací je zamezení duplicity dalšího výzkumu, vytvoření diskuze k výzkumu a zároveň podpora ve spolupráci výzkumných pracovníků. Praxe otevřených laboratorních deníků se netýká pouze akademického prostředí. Princip otevřených laboratorních deníků je založen na open source software.
Otevřené laboratorní deníky si v poslední době získaly významnou pozornost ve výzkumných a obecných médiích jako součást trendu, který směřuje k otevřenějšímu přístupu ve výzkumné praxi a publikování výzkumných postupů široké veřejnosti. Věda a praxe o otevřených laboratorních denících může být označena jako součást širšího hnutí za otevřenou vědu, která zahrnuje obhajobu a přijetí publikací s otevřeným přístupem (anglicky označováno jako open acess), otevřená data (anglicky označováno jako open data), crowdsourcingová data (anglicky označováno jako crowdsourcing), a občanské vědy.

## Historie
Termín otevřené laboratorní deníky byl poprvé použit Jeanem-Claudem Bradleym (Drexel University) v roce 2006. Zároveň se stal prvním vědcem, který online zveřejňoval své vědecké poznatky. Dle jeho názoru vědecké články velmi stručně informují o vypracování výzkumu a nabízejí elementární postupy, které jsou nedostatečné pro jeho další replikaci. Kromě toho odhadl, že 87 % jeho vlastní vědecké produkce by nikdy nebylo publikováno. Záznamy z laboratorního deníku totiž obsahovaly experimenty, které se nezdařily a z tohoto důvodu by nemohly být zveřejněny ve vědeckých periodicích. Vědu dle jeho názoru tvoří "úspěchy“, ale také „neúspěchy“.

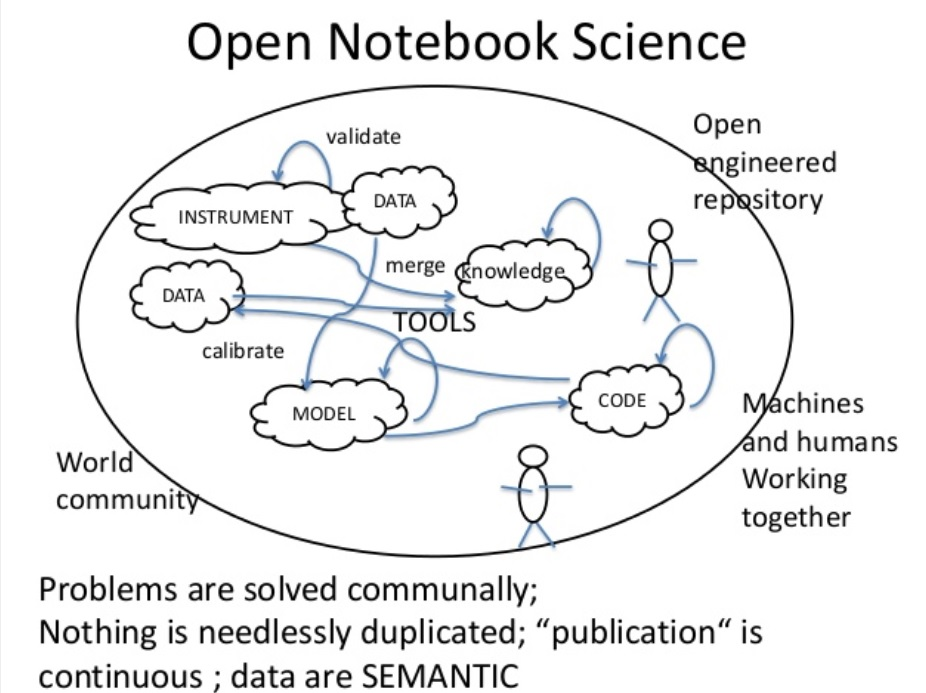
Schematické znázornění sdílení dat otevřených laboratorních deníků

První praktické pokusy s otevřeným laboratorním deníkem byly provedeny v rámci projektu UsefulChem, který byl zahájen v roce 2005.
„... existuje URL na laboratorní deník, který je volně dostupný a indexovaný na běžných vyhledávačích. Nemusí to nutně vypadat jako papírový zápisník, ale je nezbytné, aby byl  veškerý výzkum zpřístupněn veřejnosti a v reálném čase…“

## Výhody používání otevřených laboratorních deníků
- Otevřené laboratorní deníky usnadňují citování zdrojů a příkladů z experimentů, které jsou použity jako podpora argumentů ve článcích.
- Otevřené laboratorní deníky znamenají, že výzkum a jeho vývoj je veřejně zveřejňován bez nepřiměřeného zpoždění, nebo filtrování jakýchkoli informací.
- Umožňují ostatním přesněji porozumět, jakým způsobem výzkum probíhal a jedná se tedy o cenné informace, které využívají spolupracovníci, potenciální studenti nebo budoucí zaměstnavatelé z daného oboru.[5]
- Vědci v rané fázi kariéry se mohou pomocí otevřených laboratorních deníků snadno spojit se svými kolegy v oboru.
- Použití otevřených laboratorních deníků poskytuje příležitost prezentovat práci jasně a stručně, jak odborníkům, tak laikům.
- Pro mladé vědce je to užitečný nástroj pro další rozvoj kariéry.[4]

## Nevýhody používání otevřených laboratorních deníků
- Krádeže dat, tyto obavy vyvstávají především v oblasti biologického a lékařského bádání. Záměr publikovat výsledky z výzkumu jako první, vede mnohé k diskutabilním praktikám. Nelibost vůči otevřeným deníkům vzniká také v oblastech, ve kterých je publikovaný recenzovaný dokument hlavní metrikou kariérního úspěchu.[6]

- Znemožnění patentování nových poznatků, které již byly veřejně sdíleny. Z tohoto důvodů nejsou otevřené laboratorní deníky vhodné pro výzkum, ve kterých je patent cílem bádání.

- Narušení nezávislosti konkurenčního výzkumu, z důsledku toho nemusí být výsledky výzkumu objektivní. Data, která vycházejí z více současně probíhajících výzkumů, mohou jednotlivé výzkumy vzájemně ovlivňovat.[7]

## Platformy pro sdílení otevřených deníků
V současné době existuje několik zajímavých webových stránek, kde je možné pohodlně a rychle sdílet záznamy z výzkumu. Mezi nejvýznamnější patří:
- Openlabnotebooks.org
- Open Source Malaria
- Jupyter Notebooks
- Zenodo.org[8]